# Пьеруччи, Армандо
Армандо Пьеруччи (итал. Armando Pierucci; род. 3 сентября 1935, Майолати-Спонтини, Анкона) — итальянский композитор, органист и монах-францисканец.

## Биография
Учился в Папском Институте Священной Музыки в Риме, Консерватории Неаполя и в Консеватории Джоаккино Россини в Пезаро. Преподавал в различных консерваториях Италии и гастролировал с органными концертами. Вступил во францисканский орден. С 1988 — органист в иерусалимском Храме Гроба Господня и профессор священной музыки в Studium Theologicum Hierosolymitanum. В настоящее время Фра Армандо Пьеруччи — директор музыкального института «Magnificat».
В 1998 Фра Армандо написал кантату «Via Crucis» на стихи русской поэтессы Регины Дериевой, а в 2001 ещё одну — под названием «De Profundis».

## Произведения
- 4 Cori su testo di S. Quasimodo (Ediz. Berben)
- Callido verde (Ediz. Berben)
- Quaderno d’Organo 14 composizioni per organo (Ediz. Armelin Musica Padova)
- Missa de Angelis Pacis
- Missa Regina Pacis
- Missa Magnificabant Omnes
- Missa Regina Palestinae
- Sonata for Organ and Choir
- The Hymnal
- Zahr Er-Rahm (fifteen songs for voice and piano)
- Via Crucis (cantata per soli, coro e organo)
- De Profundis (cantata for soprano, chamber choir, string quartet, flute and double bass)
- The Burial of Moses in Mount Nebo (cantata for two soloists, choir, string quartet, flute and oboe)